# Мещеряков Володимир Миколайович (політик)
Володи́мир Микола́йович Мещеряко́в (23 квітня 1885, село Розсказово Тамбовського повіту Тамбовської губернії, тепер місто Тамбовської області, Російська Федерація — 15 січня 1946, місто Москва, тепер Російська Федерація) — радянський діяч, дипломат, народний комісар земельних справ УСРР. Член ВЦВК кількох скликань. Член Центральної контрольної комісії ВКП(б) у 1925—1927 роках. Член ЦК КП(б)У з 6 березня 1919 по 17 березня 1920 року. Член Політбюро ЦК КП(б)У з 6 березня по 2 серпня 1919 року, кандидат у члени Політбюро ЦК КП(б)У з 2 по 24 серпня 1919 року.

## Життєпис
Походив з родини доглядача міської лікарні Тамбова. З огляду на бідність родини засоби на освіту здобував уроками та переписуванням казенних паперів. Після закінчення навчання в Тамбовському реальному училищі поступив на механічне відділення Петербурзького політехнічного інституту. 
Член РСДРП(б) з 1905 року, брав участь у революційних гуртках та в діяльності військової організації при Петербурзькому комітеті РСДРП як пропагандист.
Був заарештований, відповідно постанови військового суду з 1906 до 1911 року відбував каторгу в ізоляторі «Хрести» та Шліссельбурзькій фортеці. У 1911 році висланий на вічне поселення до Манзурської волості Верхоленського повіту Іркутської губернії (Сибір).
На засланні перебував до 1913 року, згодом втік за кордон та оселився в Парижі (Франція), де познайомився з Володимиром Леніним.
Після Лютневої революції повернувся до Петрограда, член Рождественської районної ради міста та відповідальний організатор Рождественського районного комітету РСДРП(б) Петрограда. У липні 1917 року став головою Спілки вантажників Виборзького району Петрограда та відповідальним організатором Виборзького районного комітету РСДРП(б). Займався створенням в місті загонів Червоної гвардії. Учасник Жовтневого перевороту 1917 року в Петрограді. 
У 1918 році — секретар та член колегії Народного комісаріату землеробства РРФСР.
1919 року — народний комісар земельних справ Української СРР. Виступає спільно з головою РНК УСРР Х.Раковським і секретарем ЦК КП(б)У Пятаковим ініціатором галоповано пришвидшеного запровадження «хлібних фабрик» — радгоспів і сільськогосподарських комун.

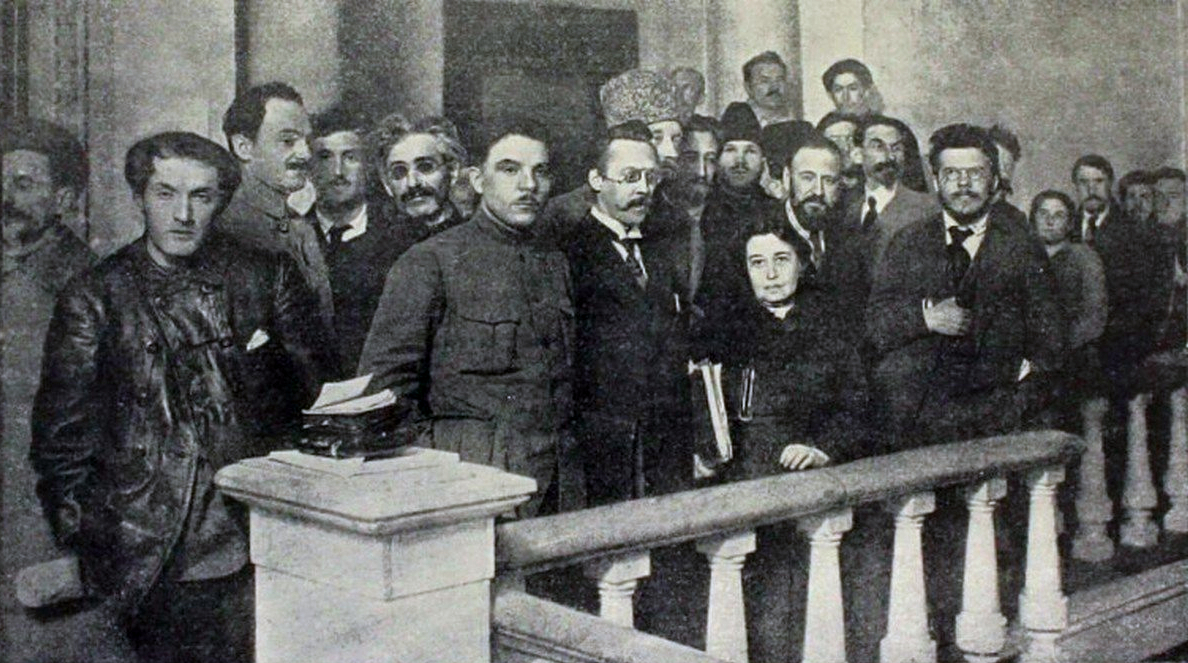
Керівні діячі КП(б)У під час українсько-більшовицької війни. Зліва направо: Олександр Хмельницький, Мойсей Рухимович, Мойсей Грановський, Володимир Юдовський, Климент Ворошилов, Володимир Мещеряков, Микола Подвойський, Анжеліка Балабанова, Християн Раковський, Микола Скрипник, Володимир Затонський.

Земельна політика в його виконанні була аж такою непопулярною і антиселянською, що стала однією із складових, котрі призводили до збройних виступів українського селянства проти радянської влади. Влітку 1919 її вимушено визнало хибною ЦК РКП(б). У 1919 році також був начальником селянської секції політичного управління 12-ї армії РСЧА.
У листопаді 1919 — 1920 року — голова виконавчого комітету Новгородської губернської ради. З грудня 1919 по березень 1920 року — відповідальний секретар Новгородського губернського комітету РКП(б).
У травні 1920 — січні 1921 року — голова Тамбовського губернського комітету РКП(б). У 1921 році — заступник голови виконавчого комітету Тамбовської губернської ради; уповноважений ВЦВК та ЦК РКП(б) у Симбірську.
У листопаді 1921 — червні 1922 року — відповідальний секретар Симбірського губернського комітету РКП(б).
У червні 1922 — 1928 року — заступник начальника Головного управління політичної освіти (Головполітпросвіту) Народного комісаріату освіти РРФСР та член колегії Народного комісаріату освіти РРФСР.
У 1928—1930 роках — заступник завідувача відділу роботи на селі ЦК ВКП(б).
У 1930 році працював у Повноважному представництві СРСР у Франції, з 1930 по 1931 рік — у Повноважному представництві СРСР у Швеції. У травні 1931 — 1936 року — 1-й секретар Місії СРСР у Норвегії
Член ВЦВК кількох скликань та делегат партійних з'їздів, член центральної лічильної комісії 14-го з'їзду ВКП(б). 1936—1937 роки — генеральний консул СРСР у вільному місті Данциг. З 1937 року працював в апараті ЦК ВКП(б) та перебував на господарській роботі. 
Помер 15 січня 1946 року після важкої і тривалої хвороби. Похований на Новодівичому цвинтарі Москви.